# هاروكا اينو
هاروكا اينو (باليابانية: 井上 青香) هي لاعب كرة مضرب يابانية، ولدت في 7 يونيو 1977 في طوكيو في اليابان.

## وصلات خارجية
- هاروكا اينو على موقع رابطة محترفات التنس (الإنجليزية)
- هاروكا اينو على موقع الاتحاد الدولي لكرة المضرب (الإنجليزية)
- هاروكا اينو على موقع خلاصة التنس.كوم (الإنجليزية)